# مسند أبي حنيفة
مسند أبي حنيفة أحد مسانيد وكتب الحديث النبوي، رتب فيه الحافظ أبو نعيم الأصبهاني الأحاديث التي رواها أبو حنيفة النعمان عن شيوخه بسند إلى رسول الله على حروف المعجم، ثم سرد تحت كل شيخ مروياته، يبدؤها بقوله أبو حنيفة عن فلان ثم يسوق مرويات الشيخ، وقد قدم من اسمه محمد قبل سائر الأسماء تشرفا بذكر رسول الله، وهو في هذا العمل يعقب الحديث بذكر المتابعات والشواهد والتنبيه على الانفرادات والمخالفات والغرائب، ويعتني بجمع الطرق، وبيان العلل الواردة فيها.
قال الحافظ أبو نعيم الأصبهاني في مقدمة كتابه:
| مسند أبي حنيفة | ذكر ما انتهي إلينا من مسانيد حديث الإمام أبي حنيفة النعمان بن الثابت الكوفي فقيه أهل العراق ومفتيهم، وكان أبو حنيفة مولى تيم الله بن ثعلبة بن بكر بن وائل، ويقال مولى لبني بغل وكان أول أمره خزازاً، يبيع الخز بالكوفة، وكان حينئذ يذكر عنه إقبالاً على العبادة والصلاة الكثيرة، ثم أقبل على التفقه، فلزم حماد بن أبي سليمان، وضرباءه من أصحاب إبراهيم النخعي، فعلم علم الشريعة، وتفقه في أصول الأحكام، وكان ممن سلم له دقة النظر، وغوص الفكر، ولطف الحيل ولى القضاء للمنصور والصحيح أنه امتنع، وتوفي ببغداد ودفن بمقبرة الخيزرانية، وتقدم في الصلاة عليه الحسن بن عمارة النخعي الكوفي، وذلك سنة خمسين ومائة | مسند أبي حنيفة |